# Spvg Steinhagen
Le Spvg Steinhagen est un club allemand de tennis de table appartenant au club omnisports du même nom.

## Histoire du club

### Équipe masculine
Dans les années 1990, les équipes premières féminines et masculines ont disputé la Bundesliga 1. Les hommes ont atteint à la fin de la saison 1981-82, le Bundesliga 2. Les arrivées au club en 1984 du gestionnaire Ruediger Lamm et de l'entraîneur Manfred Sauerbrei vont contribuer à l'ascension dans l'élite avec entre autres Bela Mesaros (YUG), Richard Fritz, Manfred Baum, Joachim Mosch et Dieter Ristig. L'équipe masculine échoue à deux reprises en finale de la Coupe d'Allemagne en 1988 et en 1993. Ils échouent également en finale du Championnat d'Allemagne en 1994 et en finale de la Coupe d'Europe Nancy-Evans en 1989 et 1990. Parmi les meilleurs joueurs connus, citons Torben Wosik, Eric Boggan et Peter Karlsson.

### Équipe féminine
Si l'équipe masculine a échoué dans sa conquête d'un titre majeur, l'équipe féminine les a collectionnés. Promues en 1987, les filles remportent le premier Championnat d'Allemagne de Bundesliga 1 deux ans seulement après leur ascension. Il s'agit alors du premier d'une série de 6 titres consécutifs. En 1989, l'équipe féminine a atteint la finale de la Coupe d'Europe Nancy-Evans avec Nicole Struse, Jin-Sook Cordons et Yang Yanqun ; battue par le Budapest SE . En 1992, elles réussissent l'incroyable exploit de battre les archies-favorites hongroises du Statisztika PSC Budapest (2 victoires 5-2 en 1992) (4-1 et 4-3 en 1993) et mettent fin à une série - qui restera longtemps inégale - de 19 victoires consécutives en finale de la plus haute compétition européenne. Elles récidivent l'année suivante face aux hongroises avant que ces dernières ne prennent leur revanche en 1994.
Parmi les pongistes ayant évolué au club figurent Nicole Struse, Katja Nolte, Jie Schoepp, Jin-Sook Cordons, Cornelia Faltermaier, Geng Lijuan et bien d'autres encore.

### 1994: Le Crash
À la suite du départ du gérant Ruediger Lamm en 1994, devenu manager de l'ancien club de football de la ligue Arminia Bielefeld, le club s'est retrouvé avec de gros problèmes financiers dus au fait que les équipes féminines et masculines disputaient tous les deux la Bundesliga 1 et l'Europe. Les deux équipes fanions du club furent dissoutes, concentrant désormais ses activités sur le niveau amateur.

## Palmarès

### Équipe féminine
- Vainqueurs de la Coupe d'Europe des Clubs Champions en 1992 et 1993
- Championnes d'Allemagne de 1989 à 1994
- Finalistes de la Coupe d'Europe des Clubs Champions en 1994
- Finalistes de la Coupe d'Europe Nancy-Evans en 1989

### Équipe masculine
- Finalistes de la Coupe d'Europe Nancy-Evans en 1989 et 1990
- Vice-Champions d'Allemagne en 1994
- Finalistes de la Coupe d'Allemagne en 1988 et 1993